# 루이빌 시티 FC
루이빌 시티 FC(Louisville City FC)는 USL 챔피언십에 소속된 미국의 프로 축구단으로 켄터키주 루이빌을 연고지로 하고 있으며 린패밀리 스타디움을 홈 경기장으로 사용하고 있다.

## 역대 홈경기장
| 경기장             | 사용기간      | 장소            | 팀명           | 비고 |
| ------------------ | ------------- | --------------- | -------------- | ---- |
| 루이빌 슬러거 필드 | 2015년~2019년 | 켄터키주 루이빌 | 루이빌 시티 FC | 빈칸 |
| 린패밀리 스타디움  | 2020년 ~ 현재 | 켄터키주 루이빌 | 루이빌 시티 FC | 빈칸 |

## 선수 명단

### 현역
참고: FIFA 자격 규정에 따라 소속된 국가대표팀 국기를 표시합니다. 선수는 복수의 FIFA 비회원국 국적을 가지고 있을 수 있습니다.
| 번호 | 포지션 | 국적 | 이름            |
| ---- | ------ | ---- | --------------- |
| 10   | FW     |      | 브라이언 아운비 |

| 번호 | 포지션 | 국적     | 이름        |
| ---- | ------ | -------- | ----------- |
| -    | MF     | 자메이카 | 케본 램버트 |

## 메이저 리그 사커제휴팀
- 없음